# Михайлівська вулиця (Київ)
Миха́йлівська ву́лиця — вулиця в Шевченківському районі міста Києва, місцевість Старий Київ. Пролягає від Майдану Незалежності до Михайлівської площі.
Прилучається Михайлівський провулок.

## Історія
Одна з найдавніших радіальних вулиць у південній частині колишнього «міста Ярослава». Виникла на шляху від Лядської брами до Михайлівського монастиря, на честь якого отримала свою назву.
Як вулиця, на якій були поставлені стовпи для освітлення, згадується в документі 1799 року. На плані міста 1803 року, складеному архітектором Андрієм Меленським, зазначена під нинішньою назвою.
З 1926 року мала назву вулиця Паризької комуни (назву підтверджено 1944 року), на честь Паризької комуни — революційного уряду Парижа в березні — травні 1871 року.
Історичну назву вулиці було відновлено 1990 року.
Також назву Михайлівська деякий час мала вулиця Юрія Шевельова в Новій Дарниці.

## Забудова
У 1861 році віднесена до вулиць 1-го розряду, на ній дозволялося споруджувати лише кам'яні будинки висотою не менш ніж у два поверхи. Вулиця має периметральну садибну систему забудови з внутрішніми подвір'ями. Деякі садиби наскрізні, виходять на паралельні вулиці — Малу Житомирську та Трьохсвятительську, формуючи їх архітектурне обличчя. Будинки зведені щільно один до одного, це пояснюється тим, що в другій половині XIX століття, коли ділянка почала забудовуватися, ціни на землю в цій місцевості дуже зросли.
Вулиця забудована переважно дво—шестиповерховими будинками, зведеними в середині XIX — на початку XX століття, у характерних для цього часу стилях пізнього класицизму, історизму, модерну та цегляного стилю. В їх будівництві брали участь відомі архітектори тих часів — Микола Горденін, Микола Казанський, Андрій-Фердінанд Краусс, Валер'ян Куликовський, Володимир Ніколаєв, Павло Спарро, Ромуальд Тустановський, Карл Шиман, Олександр Шіле та інші.

### Пам'ятки архітектури
- буд. № 6, 6-А, 6-Б — садиба другої половини XIX століття. Буд. № 6 зведений у 1860-х роках архітектором Ромуальдом Тустановським в еклектичному стилі, Будинки № 6-А та № 6-Б зведені у 1896 році у цегляному стилі відповідно архітекторами Карлом Шиманом та Андрієм-Фердінандом Крауссом.
- буд. № 7 — садиба кінця XIX — початку XX століття. Житловий будинок зведений у 1894 році архітектором Миколою Казанським в еклектичному стилі. До садиби також належить будинок № 8 по Малій Житомирській вулиці.
- буд. № 8 — житловий будинок у стилі неоренесанс (кінець XIX століття). Архітектор Володимир Ніколаєв.
- буд. № 9 — житловий будинок у стилі неоренесанс (1875 — початок XX століття). Архітектор Павло Спарро.
- буд. № 10 (знесено наприкінці 2016[5][6] року) — житловий будинок у еклектичному стилі з елементами бароко (кінець XIX століття). Архітектор Микола Казанський.
- буд. № 11 — житловий будинок у стилі київського ренесансу (1899). Архітектор Андрій-Фердінанд Краусс.
- буд. № 12 та № 12-А — садиба другої половини XIX століття. Складається з головного будинку, зведеного в стилі пізнього класицизму в 1853 році та флігелю в цегляному стилі (1898). Архітектор Микола Горденін.
- буд. № 14-А — житловий будинок у цегляному стилі (1882).
- буд. № 15/1 — житловий будинок у цегляному стилі (1881). Архітектор Валер'ян Куликовський.
- буд. № 16-А — житловий будинок у цегляному стилі (1888). Архітектор Андрій-Фердінанд Краусс.
- буд. № 16-Б — житловий будинок у цегляному стилі (1892—1893). Архітектор Микола Горденін.
- буд. № 17/2 — житловий будинок, зведений за зразковим проєктом у 1857—1862 роках у стилі пізнього класицизму. Добудовувався в 1872 році (архітектор Микола Юргенс), 1879 та 1883 роках (архітектор Володимир Ніколаєв).
- буд. № 18-А, 18-Б, 18-В — садиба середини XIX — початку XX століття. У забудові брали участь архітектори Олександр Шіле, Володимир Ніколаєв, Іван Ганф. Будинок № 18-А зведений у стилі модерн, будинки № 18-Б та 18-В — у цегляному стилі.
- буд. № 19 — житловий будинок у стилі неоренесанс (1911)
- буд. № 20-А, 20-Б, 20-В — садиба середини XIX — початку XX століття. Будинок № 20-В спорудив Володимир Ніколаєв у еклектичному стилі.
- буд. № 21 — житловий будинок у еклектичному стилі (середина XIX століття.)
- буд. № 22-А та 22-Б — садиба 1899—1900 років. Зведена архітектором Андрієм-Фердінандом Крауссом у еклектичному стилі.
- буд. № 24-А, 24-Б, 24-В та 24-Д — садиба середини XIX — початку XX століття. Складається з готелю, трьох житлових будинків, службового будинку та флігелю (частково належить до Трьохсвятительської вулиці). Готель (вул. Трьохсвятительська, 13) та житловий будинок (№ 24-В) зведені в еклектичному стилі за проєктом інженера Гаврила Познякова. Житловий будинок (№ 24-А) зведений архітектором Врордимиром Ніколаєвим у 1877 році в стилі неоренесанс, пізніше надбудовувався. 1887 року побудували ще один житловий будинок у еклектичному стилі (зараз це вул. Трьохсвятительська, 13), за проєктом інженера Вадима Катеринича. Службовий будинок (№ 24-Д) зведений у 1875 році архітектором Павлом Спарро. Флігель у цегляному стилі побудовано наприкінці XIX — на початку XX століття.

## Зображення

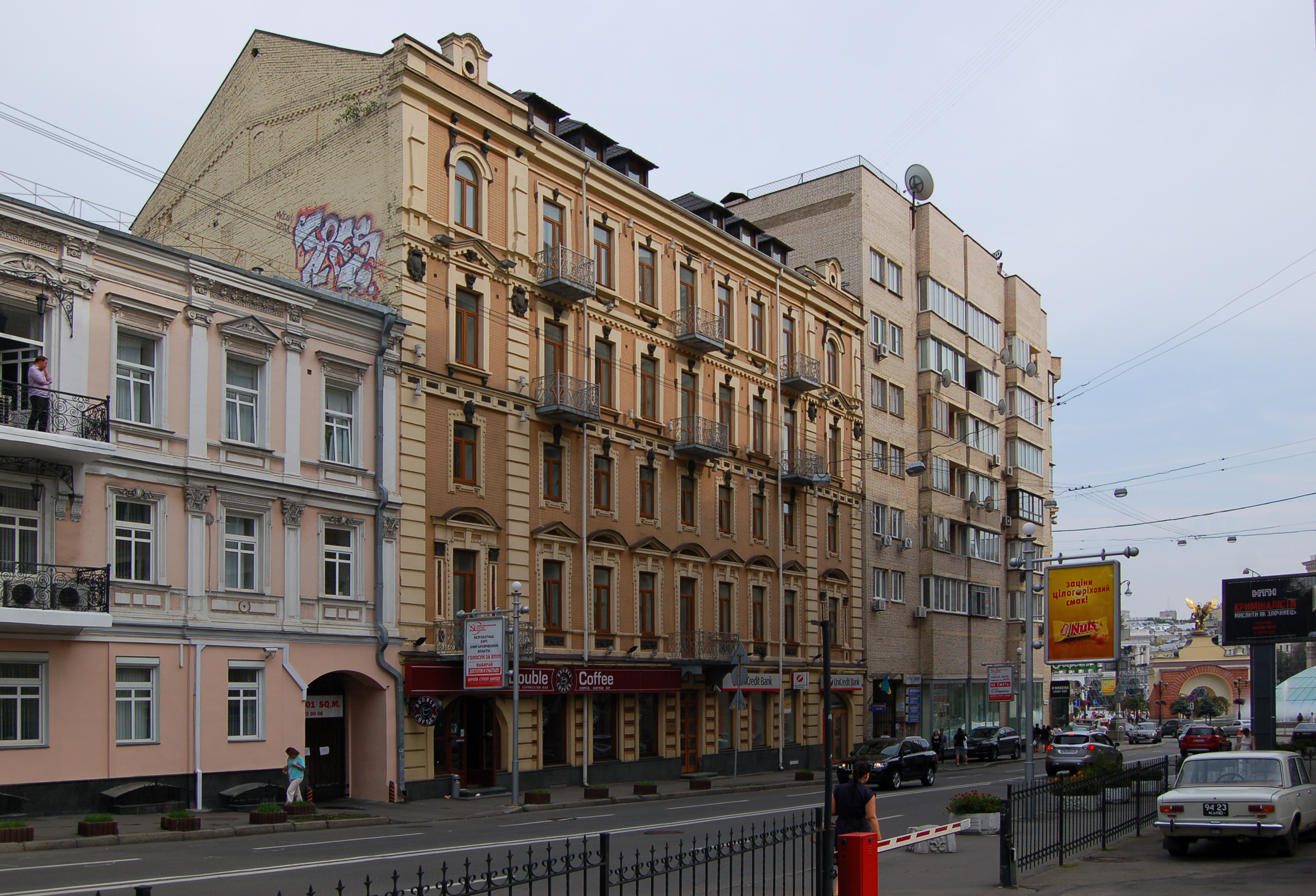
Буд. № 6
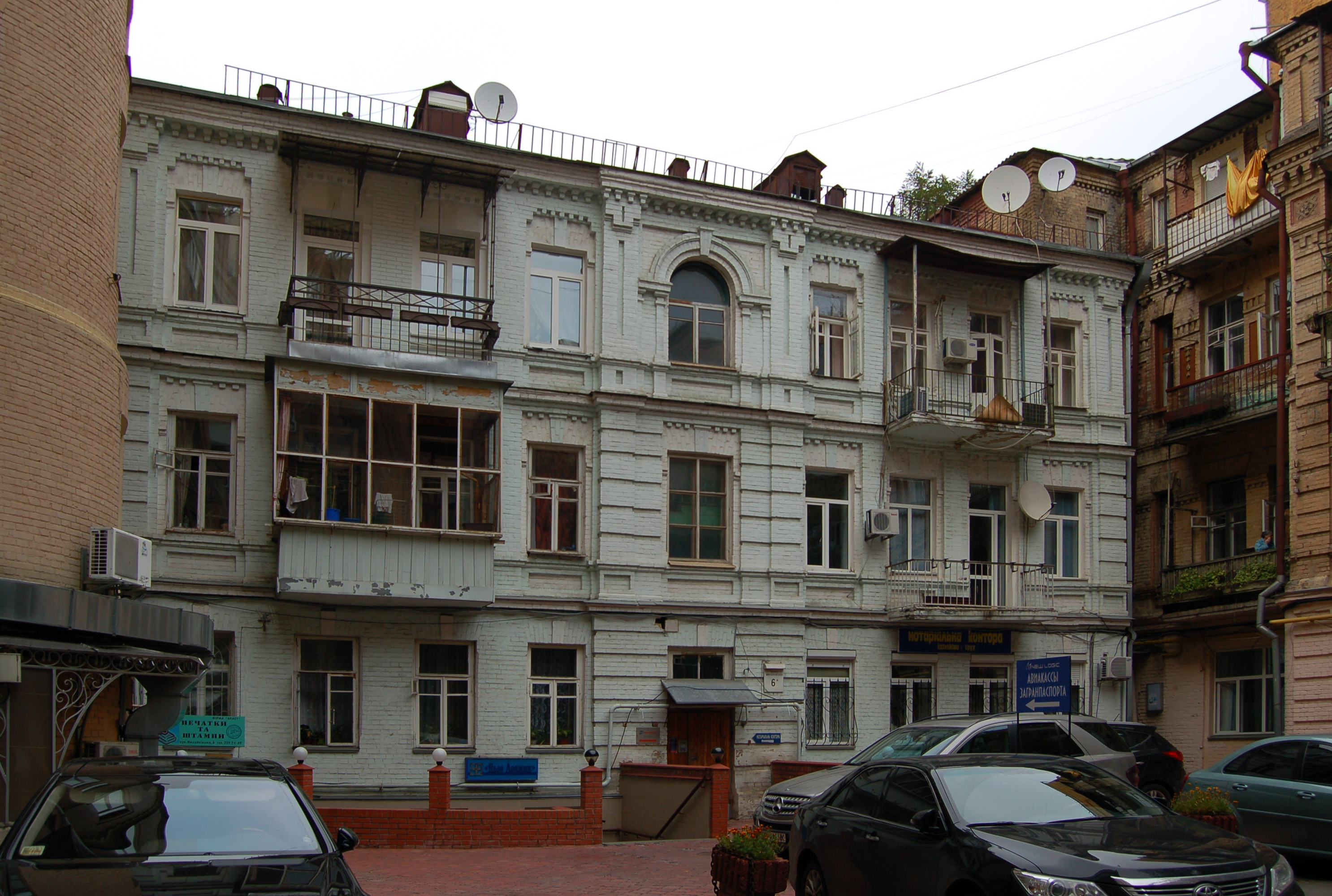
Буд. № 6-А
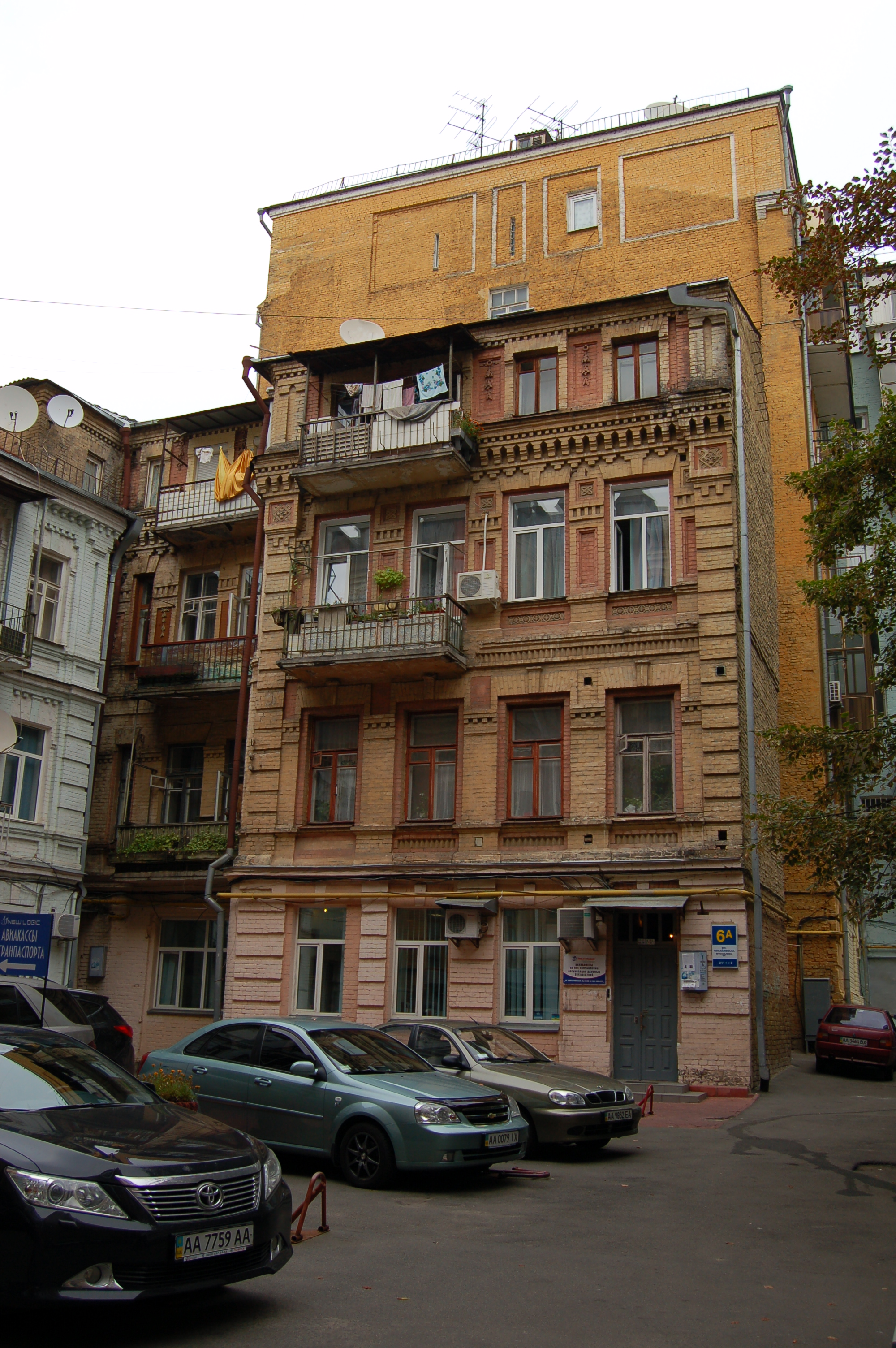
Буд. № 6-Б
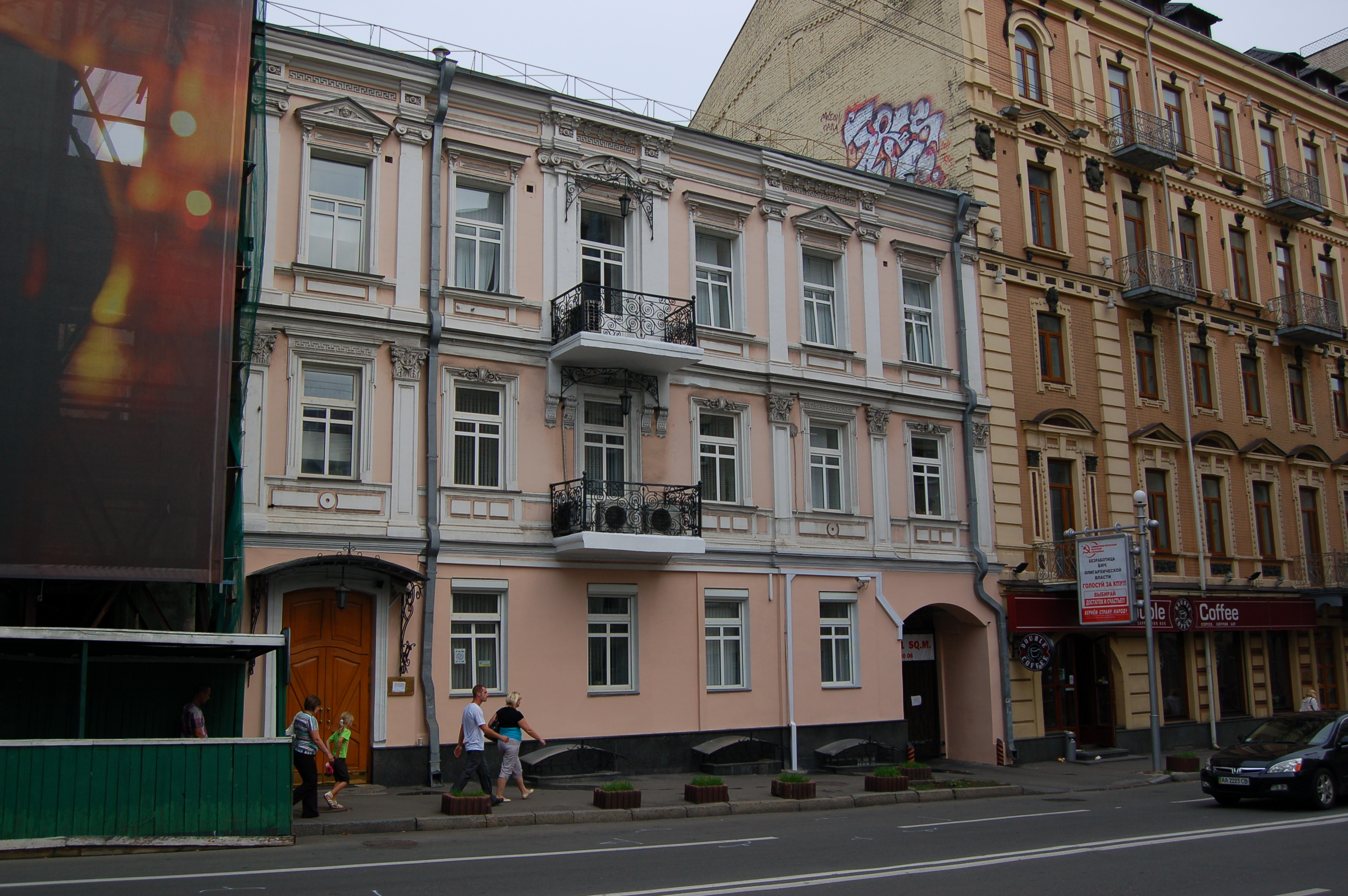
Буд. № 8
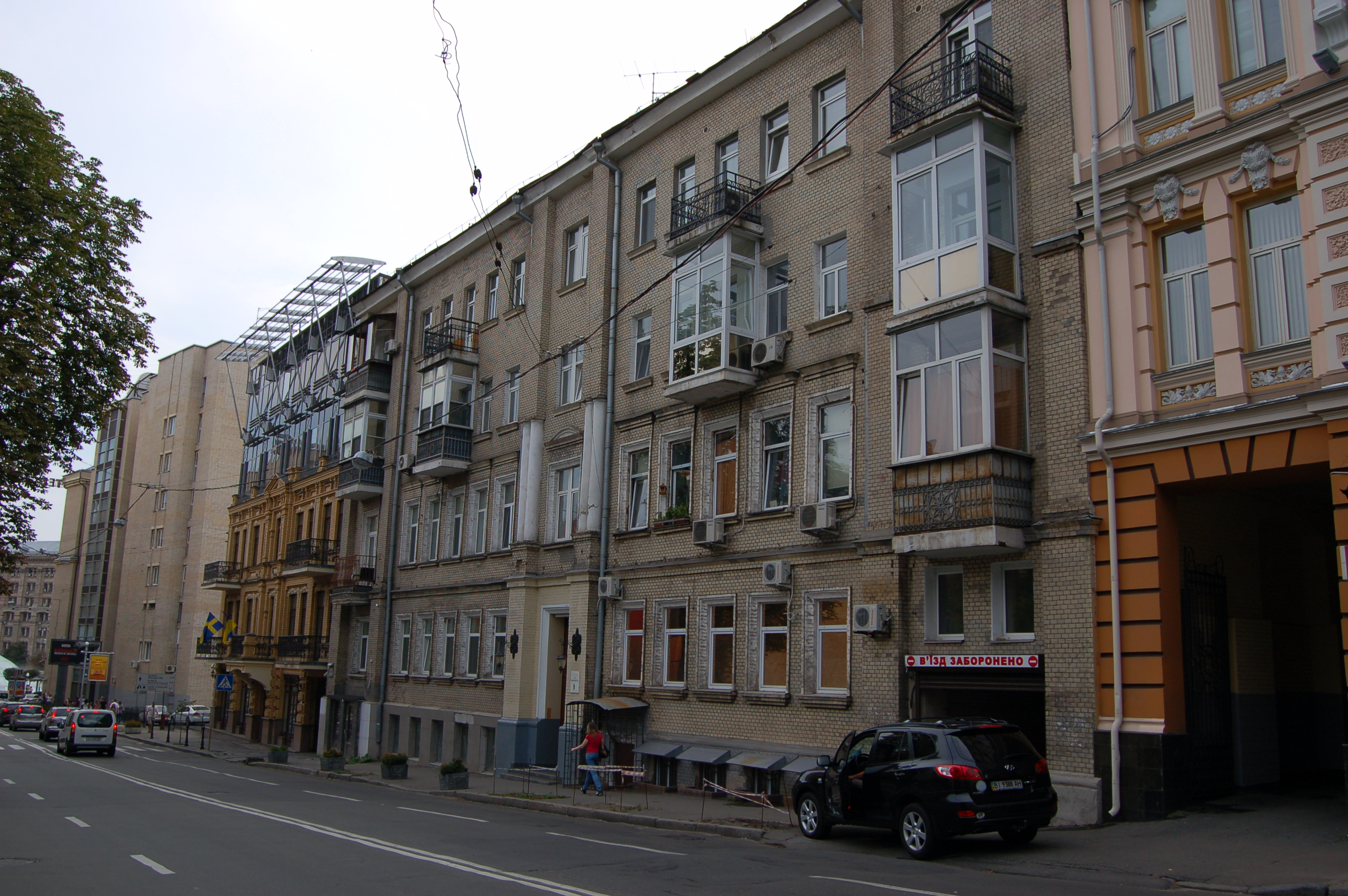
Буд. № 9
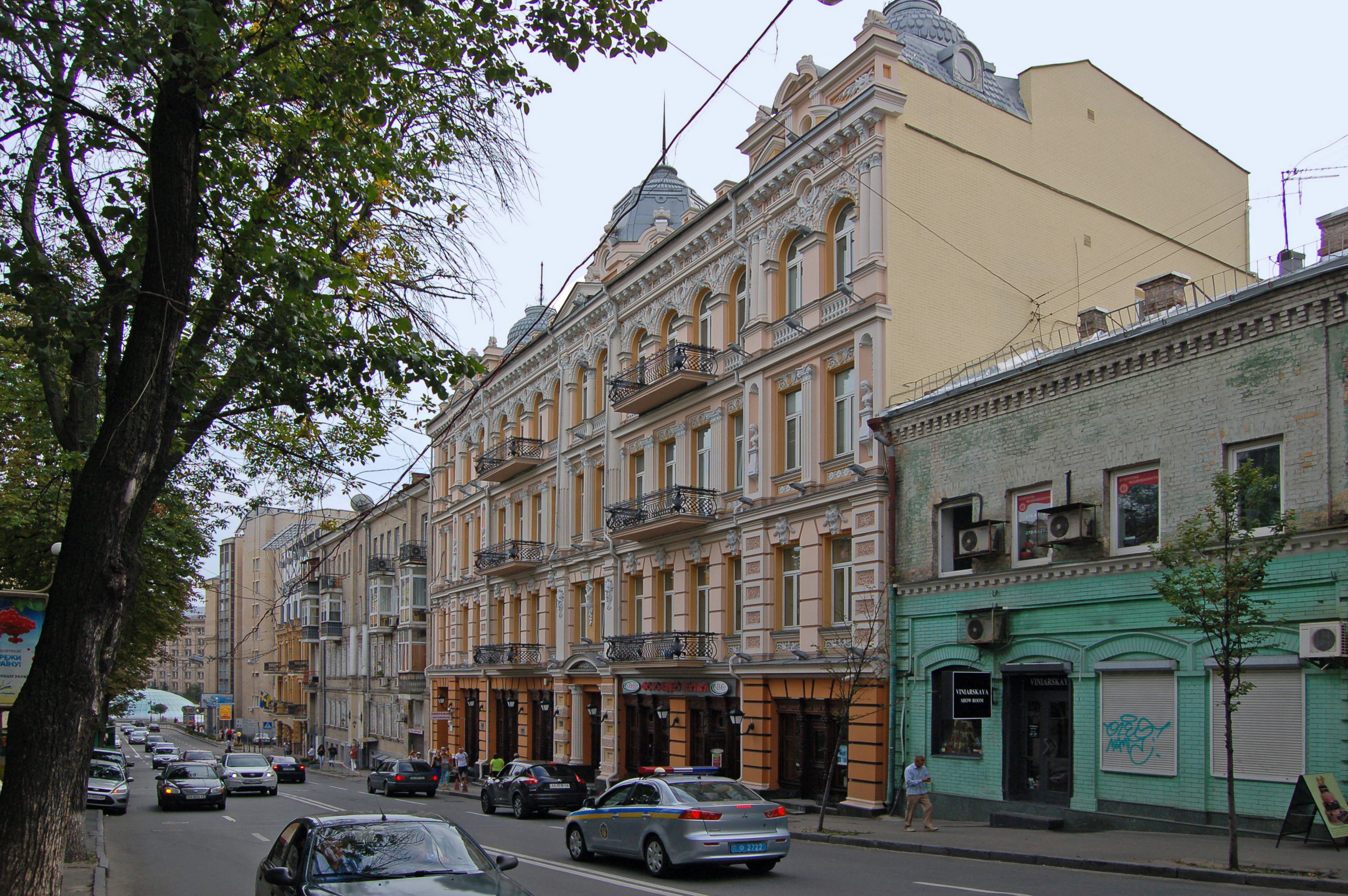
Буд. № 11
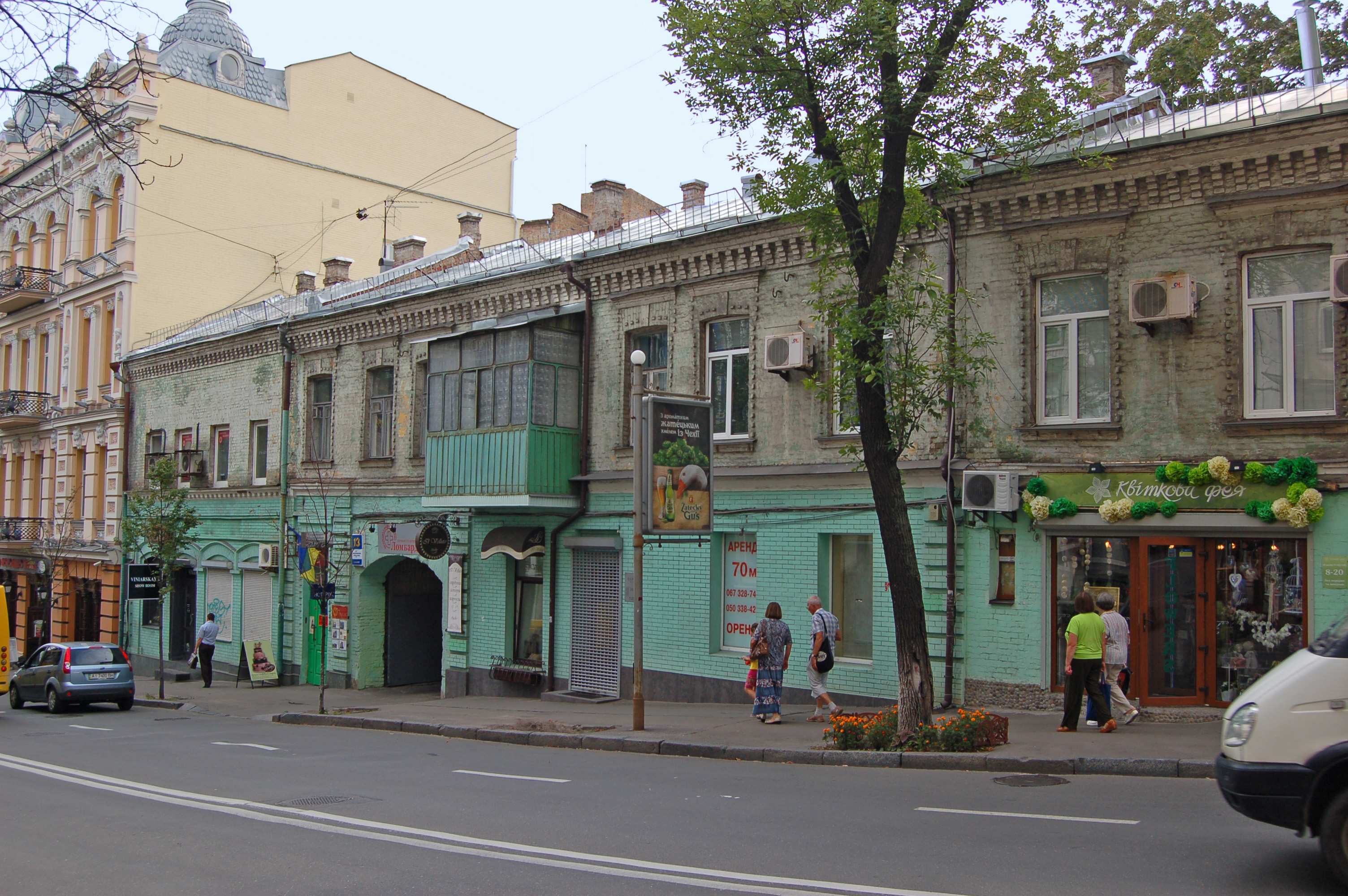
Буд. № 13
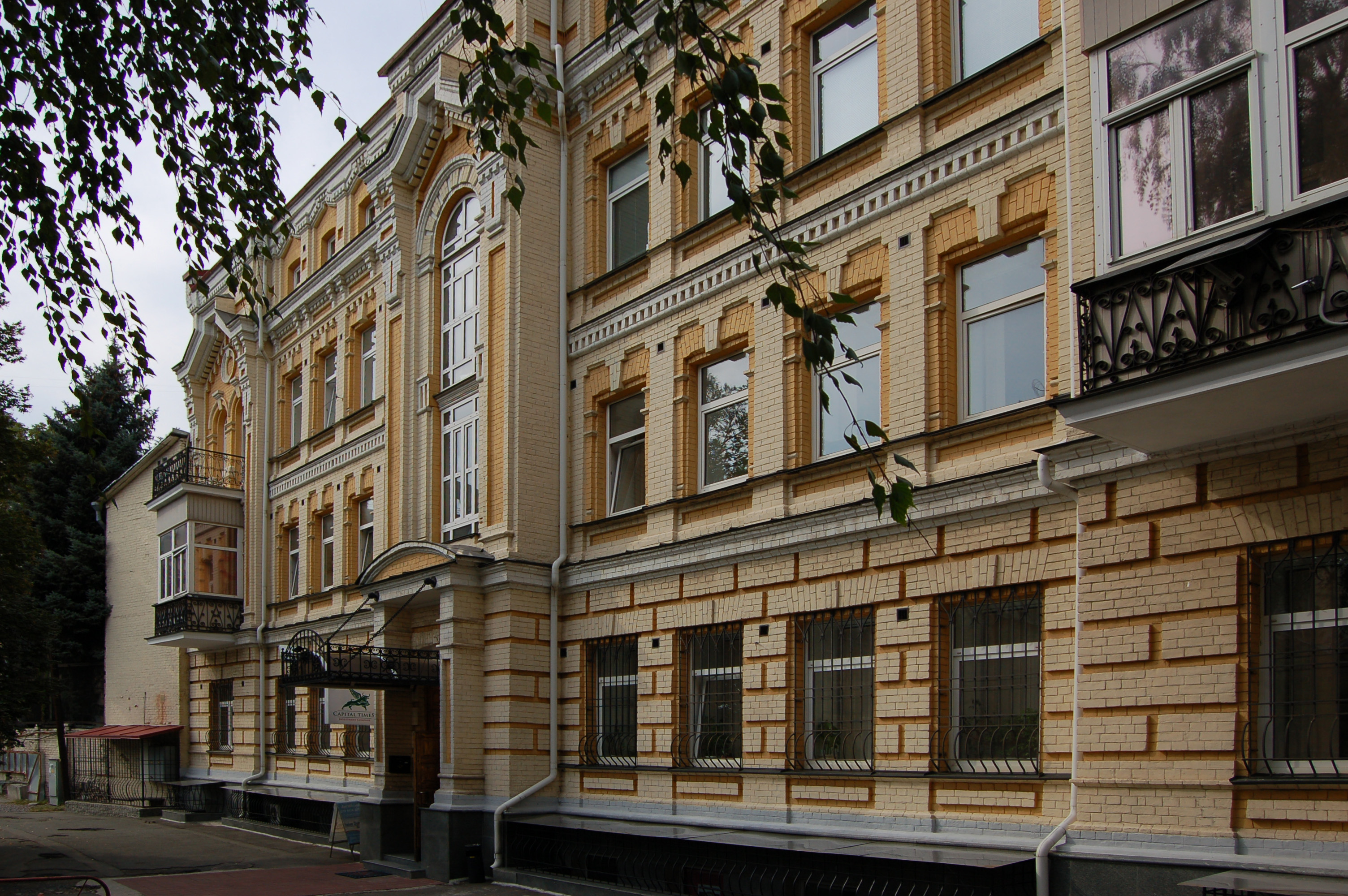
Буд. № 14-А
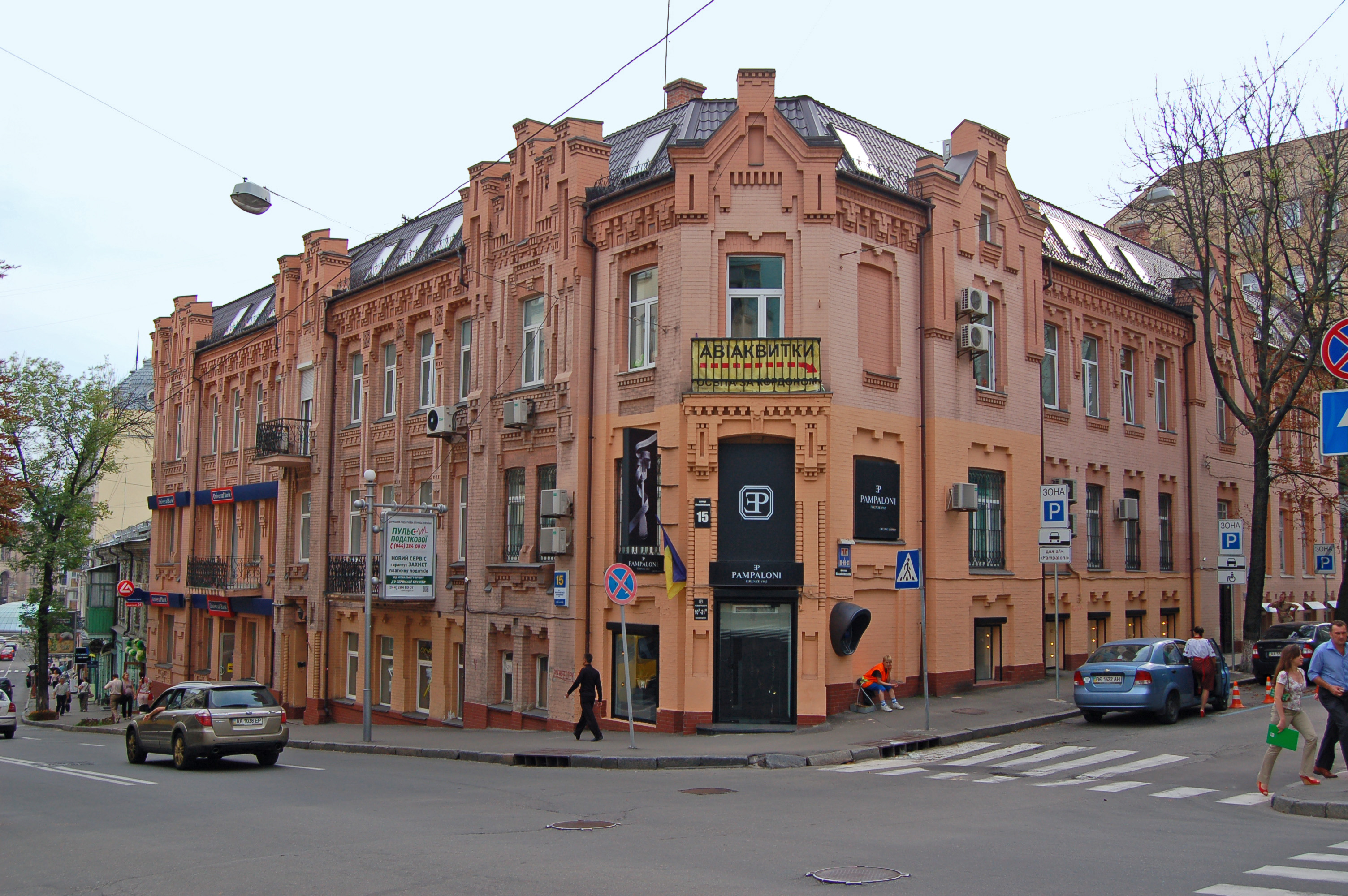
Буд. № 15/1
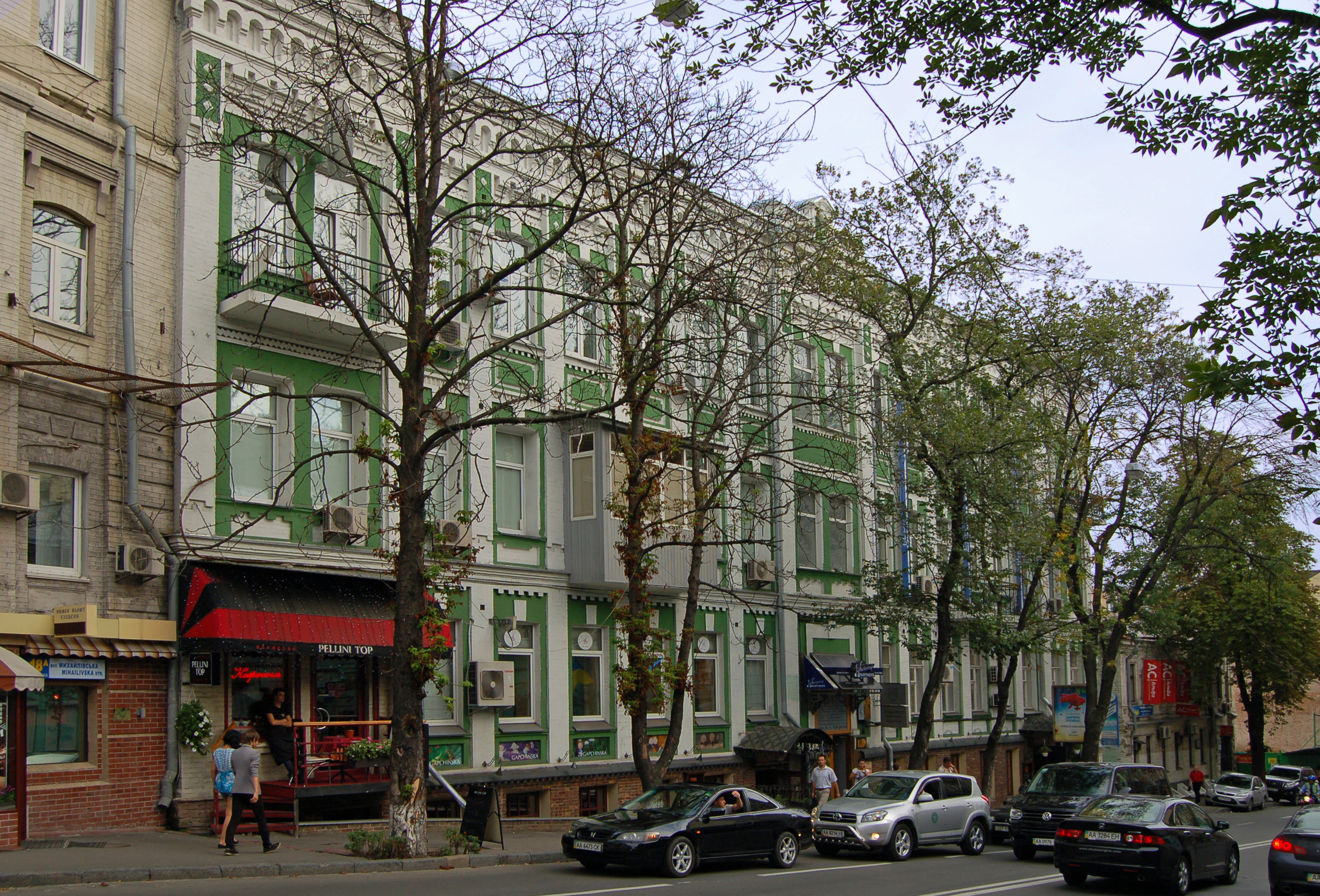
Буд. № 16
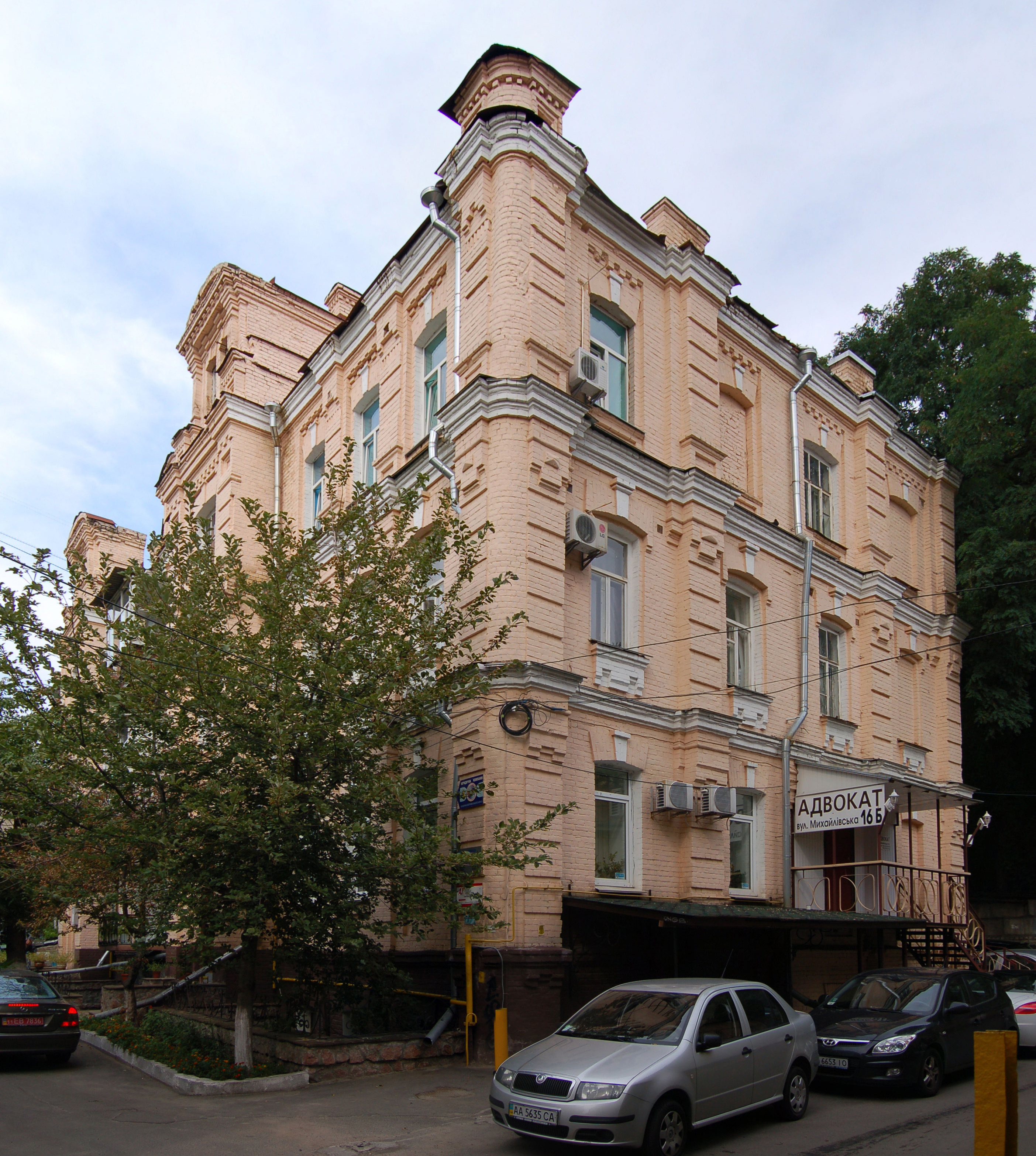
Буд. № 16-Б
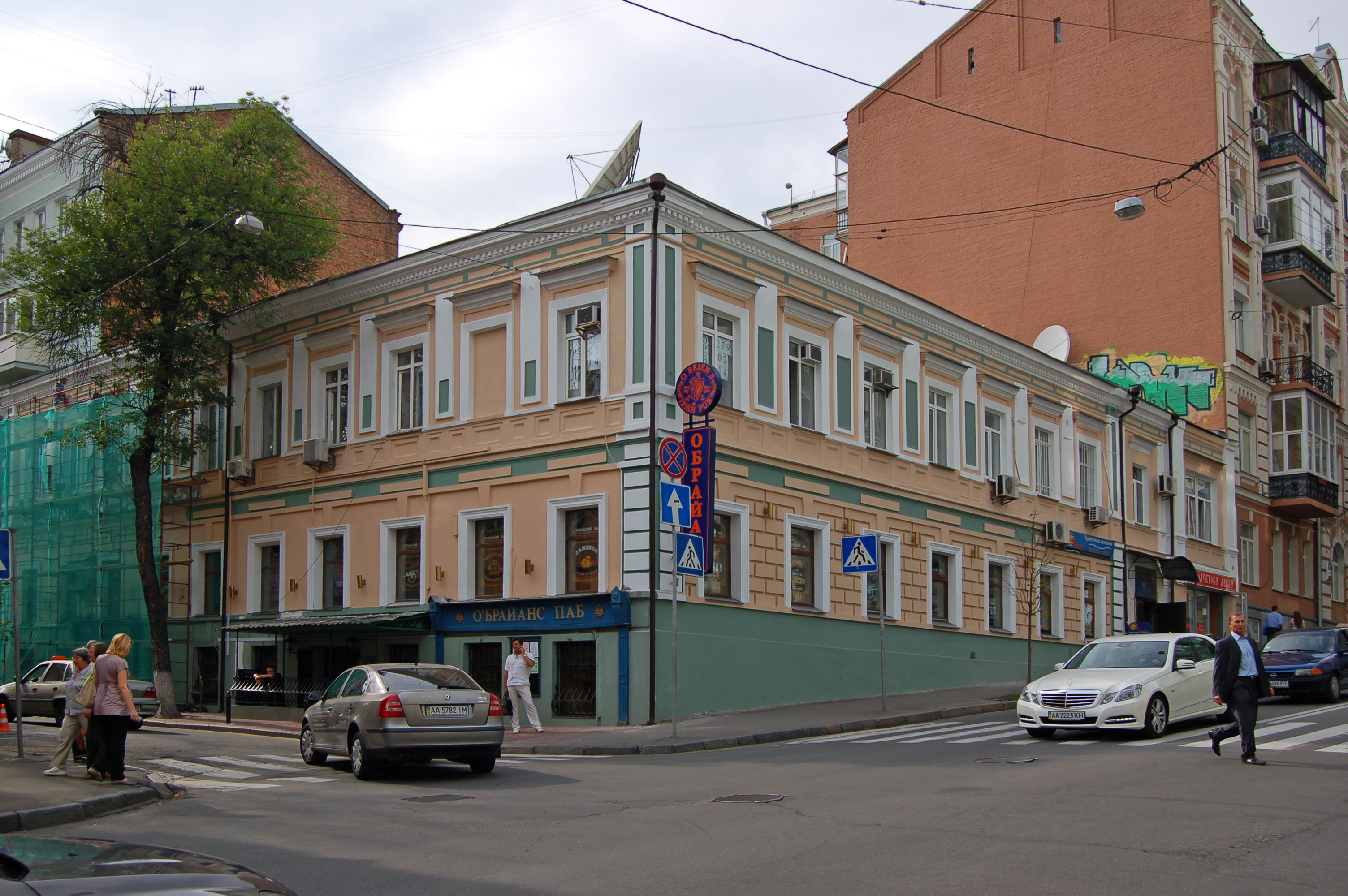
Буд. № 17/2
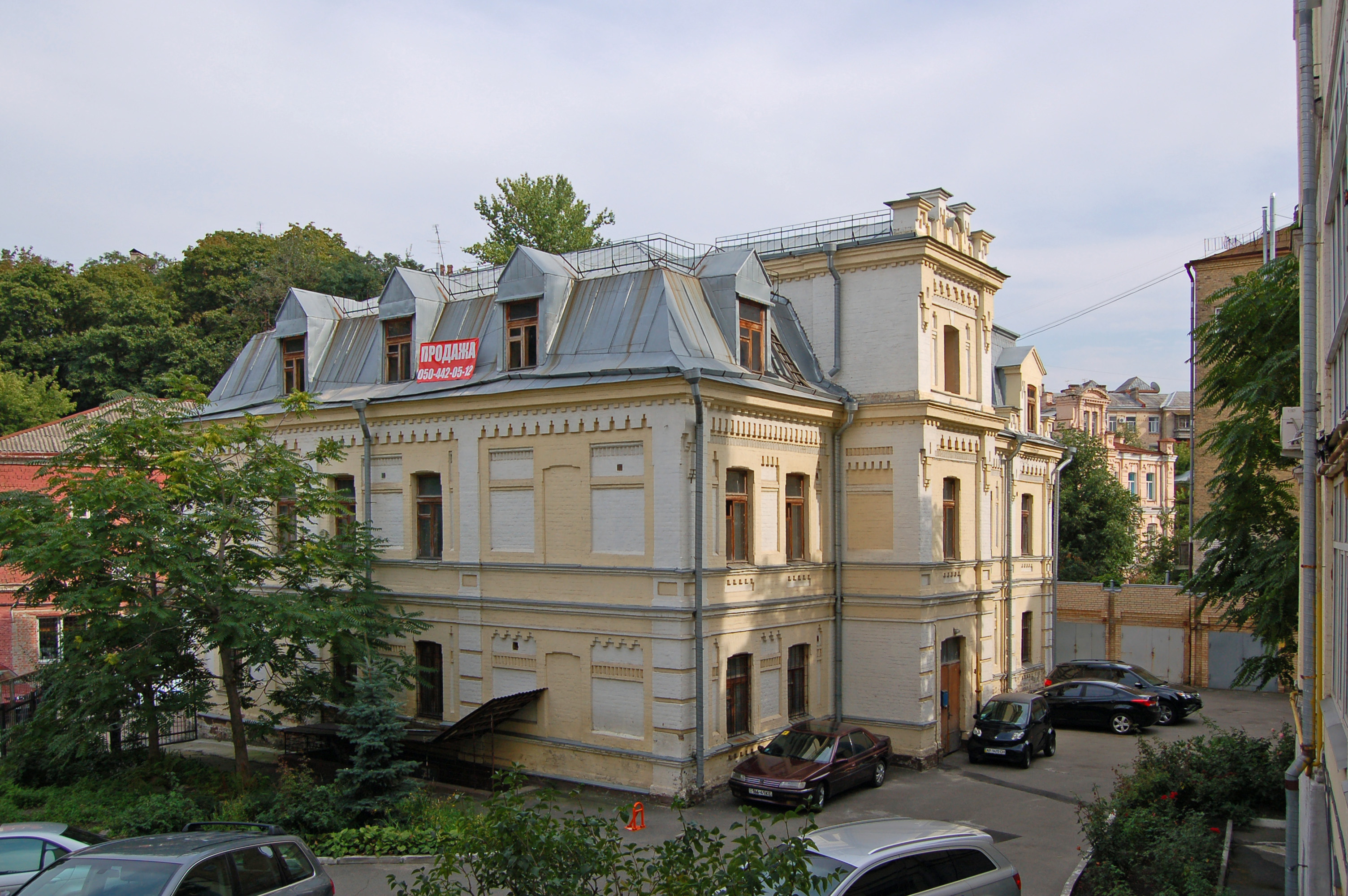
Буд. № 18-А
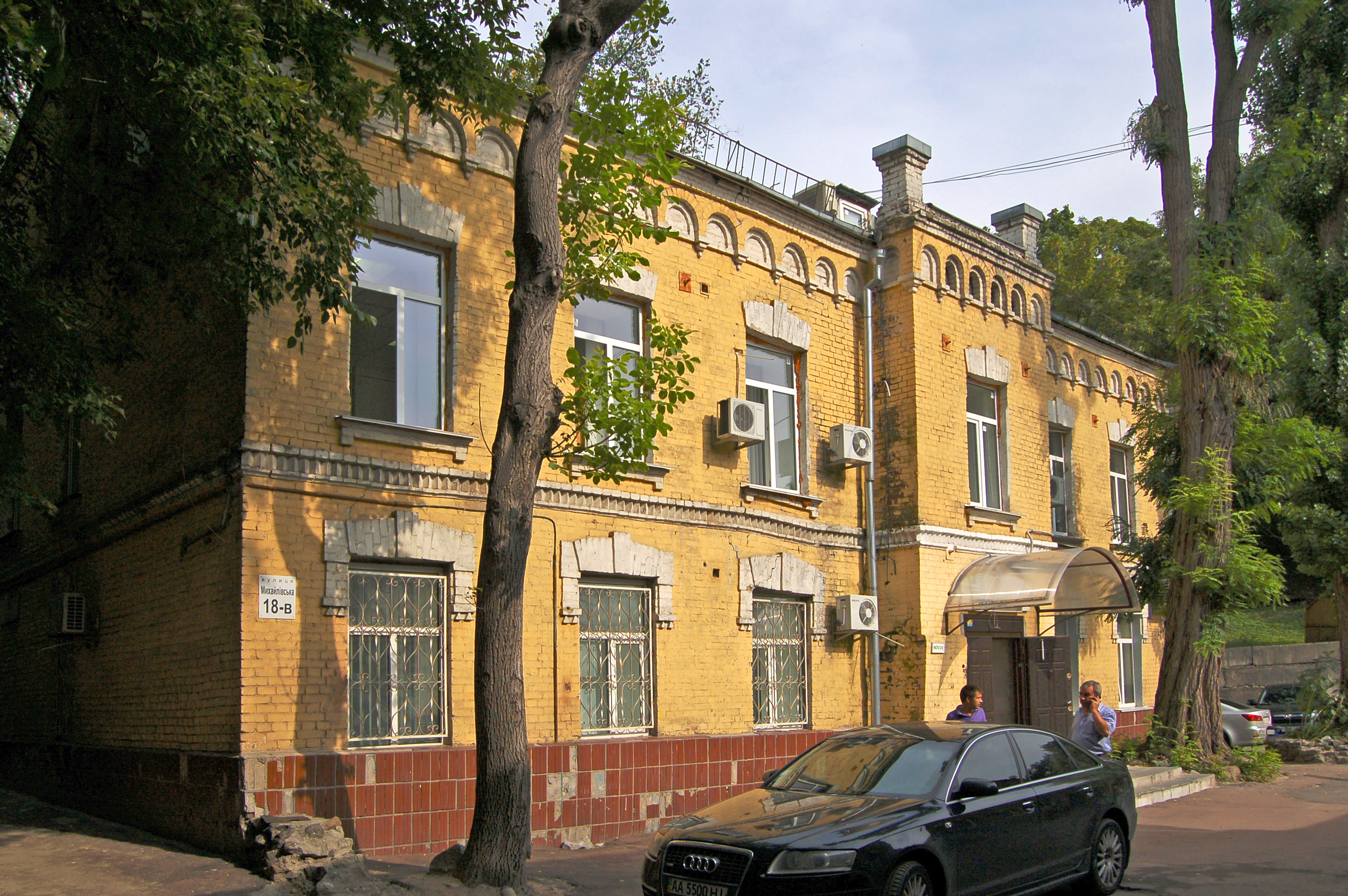
Буд. № 18-В
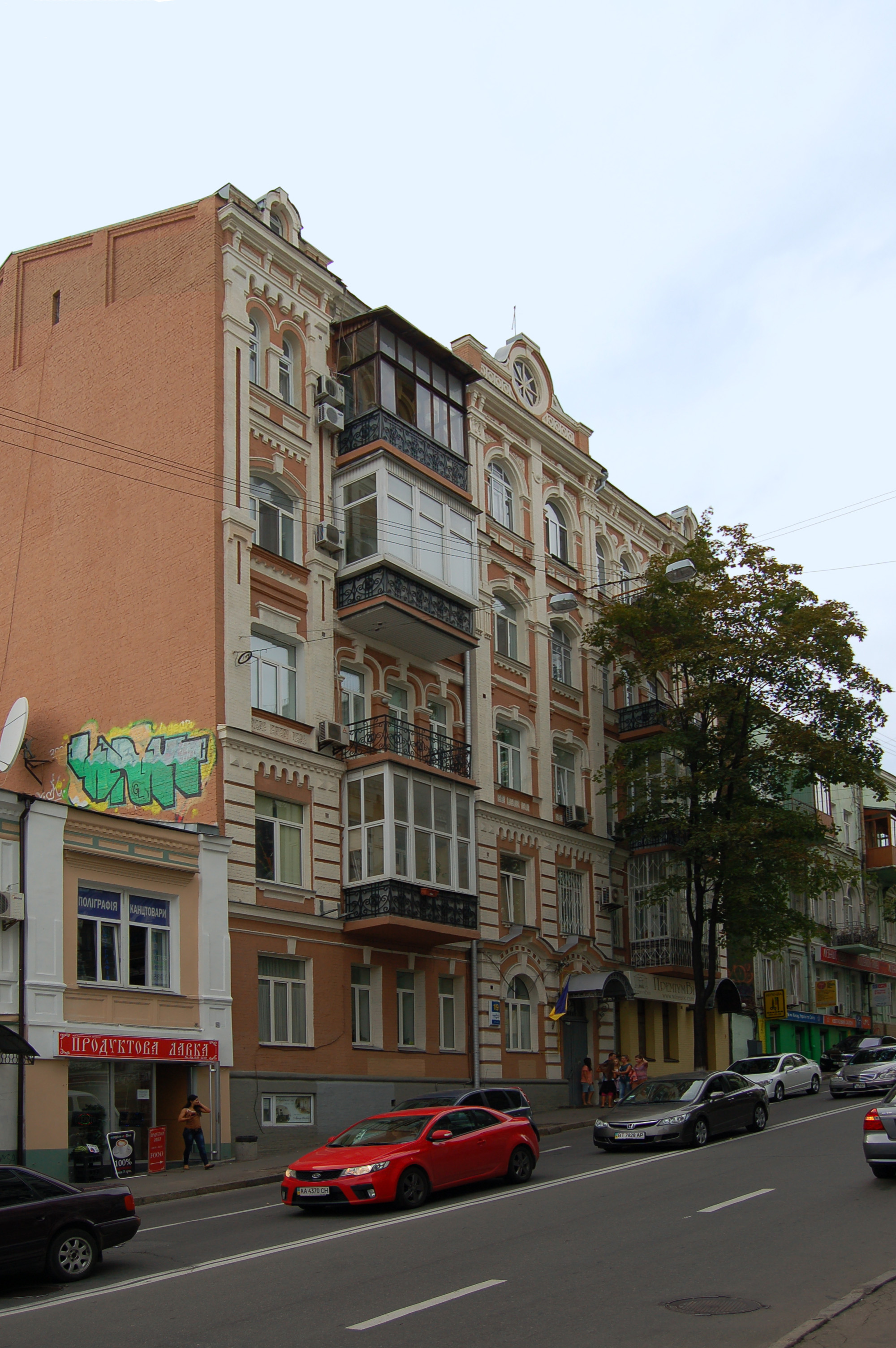
Буд. № 19
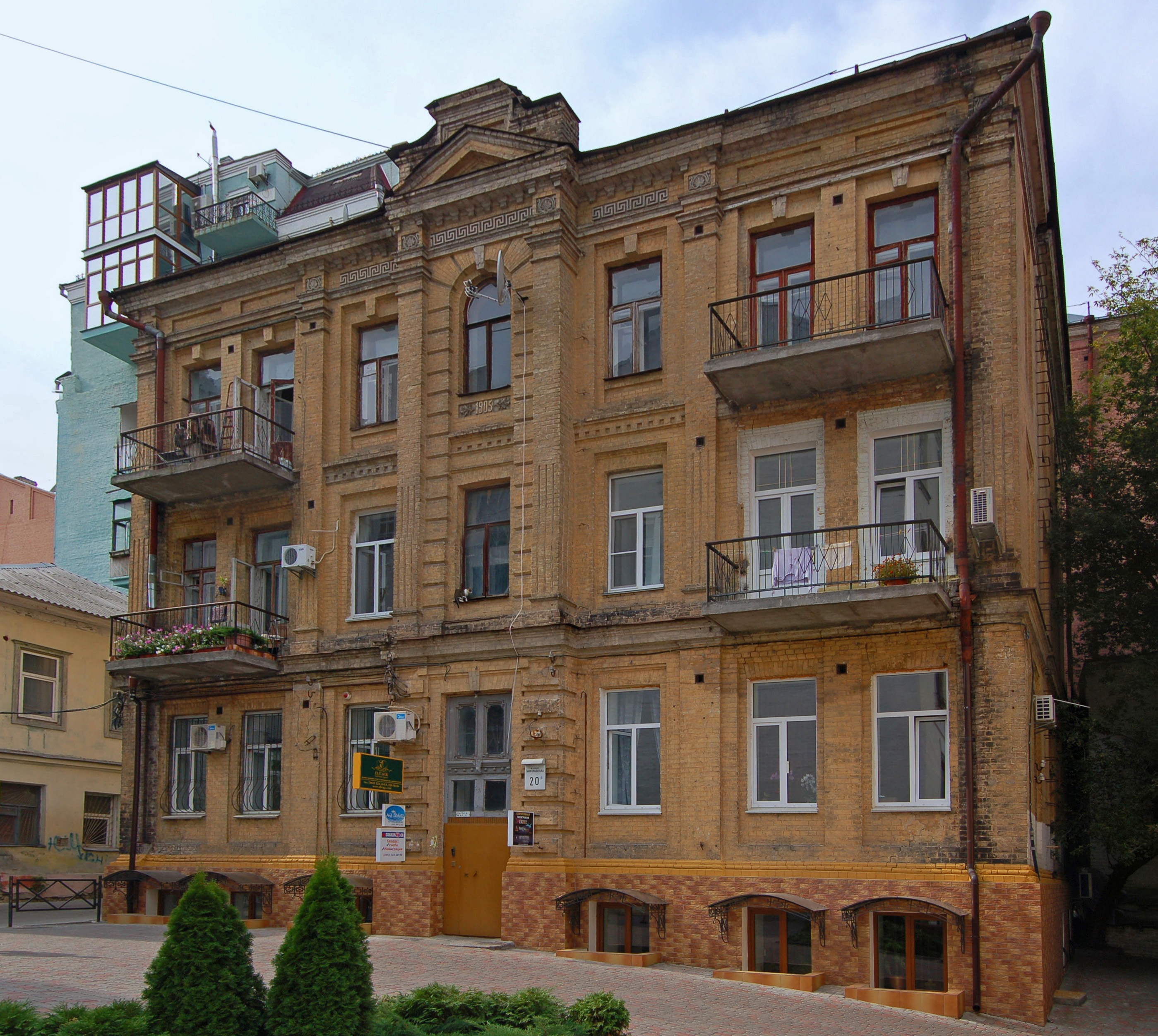
Буд. № 20-Б
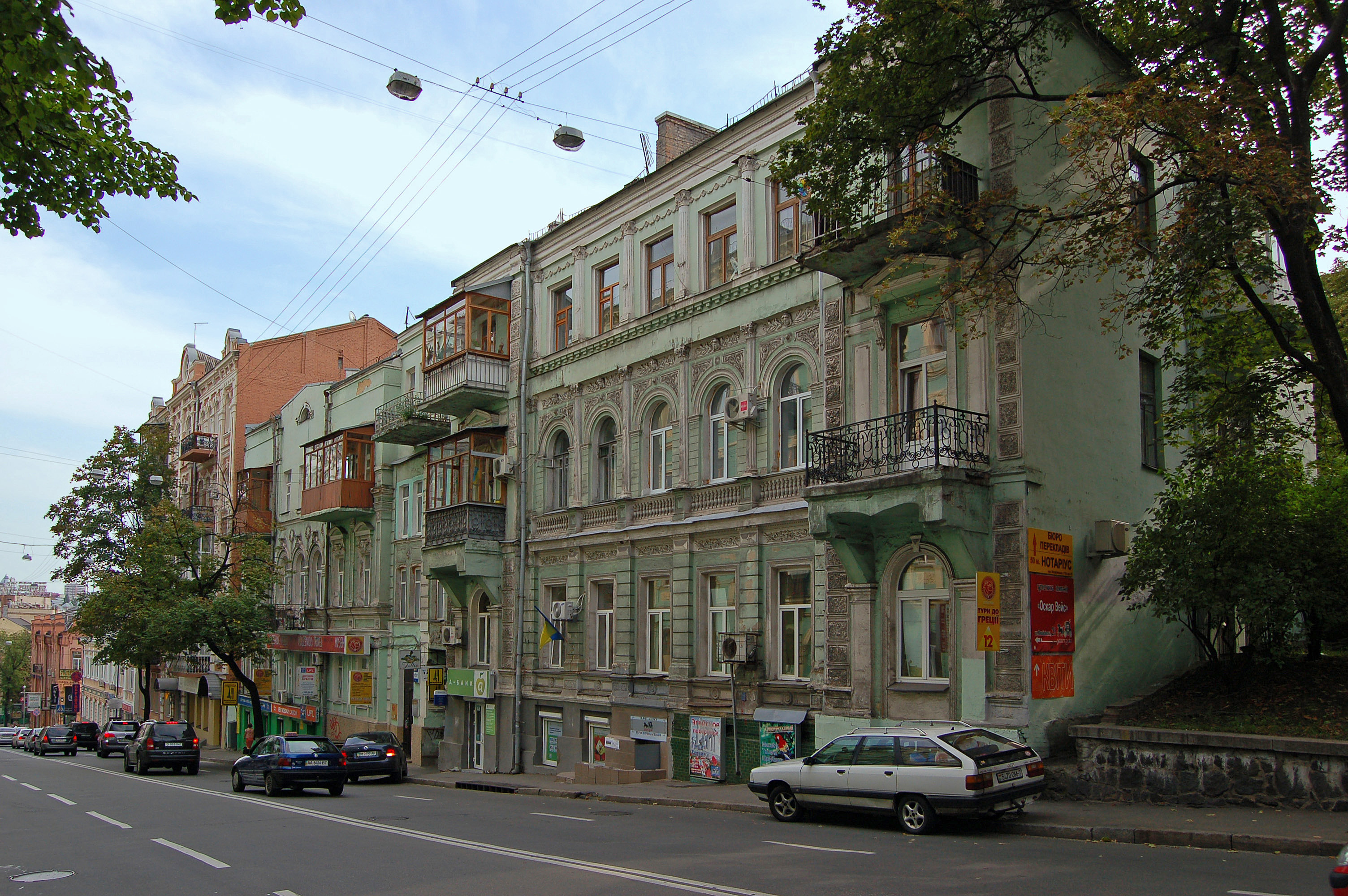
Буд. № 21
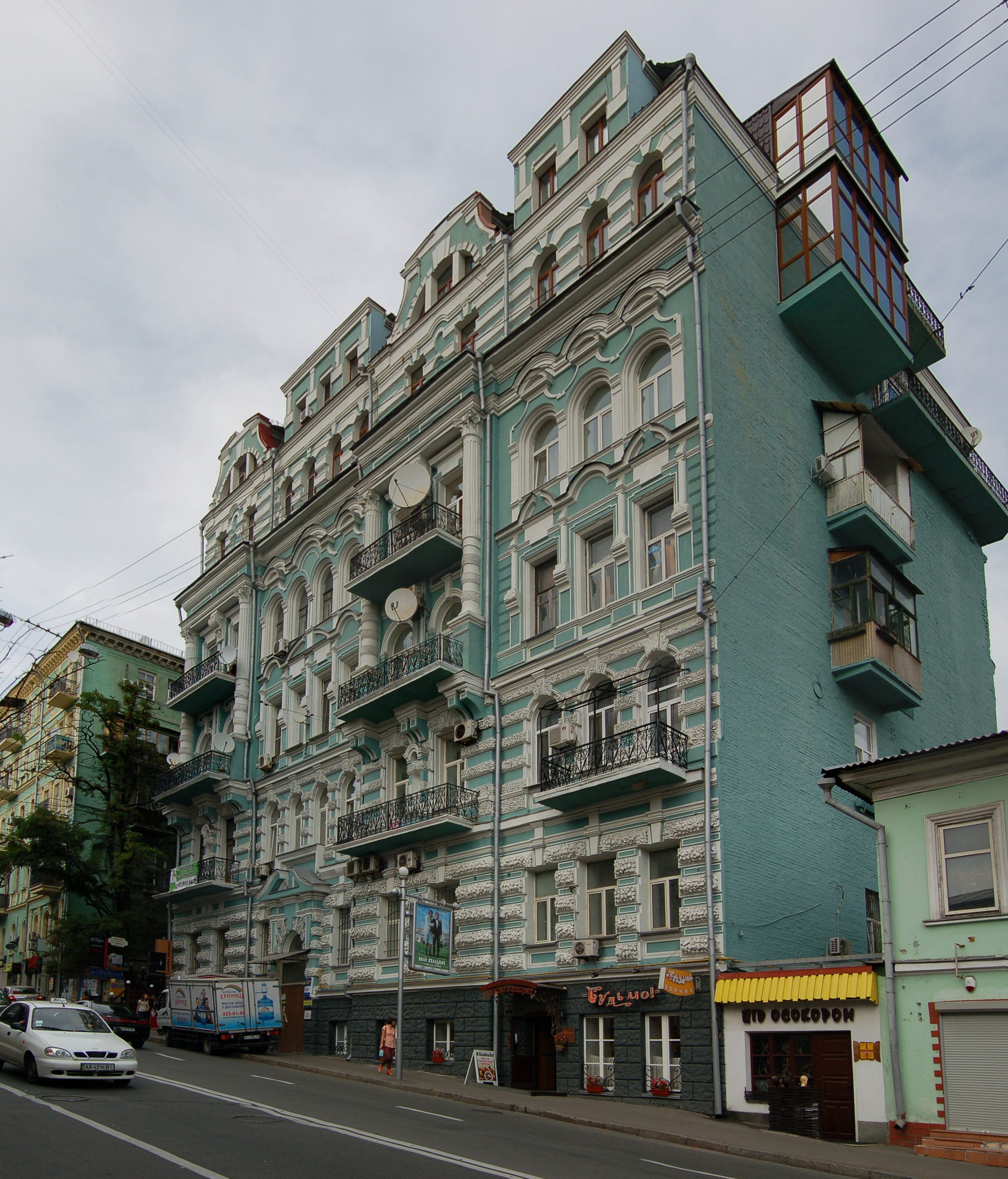
Буд. № 22-А
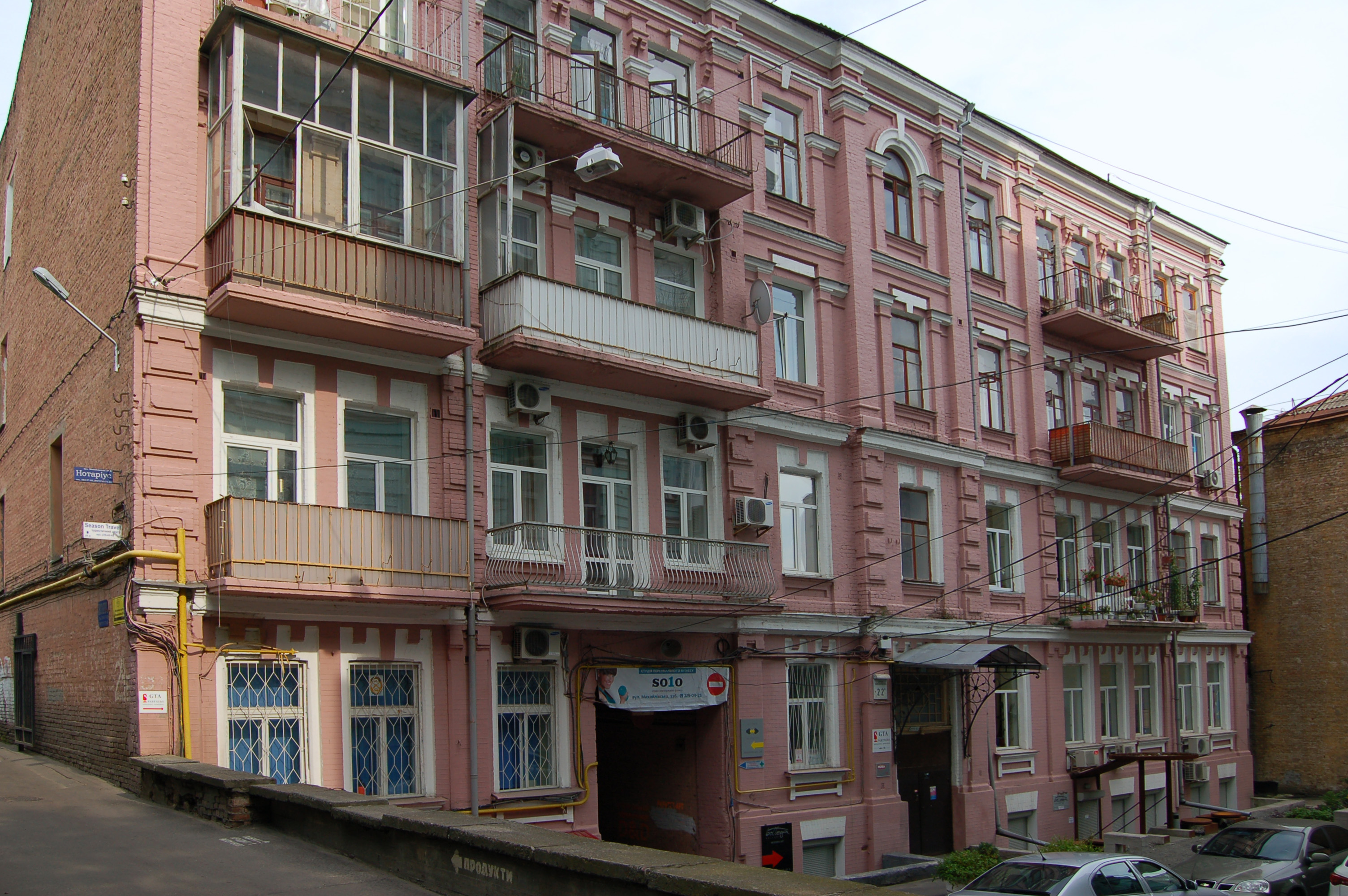
Буд. № 22-Б
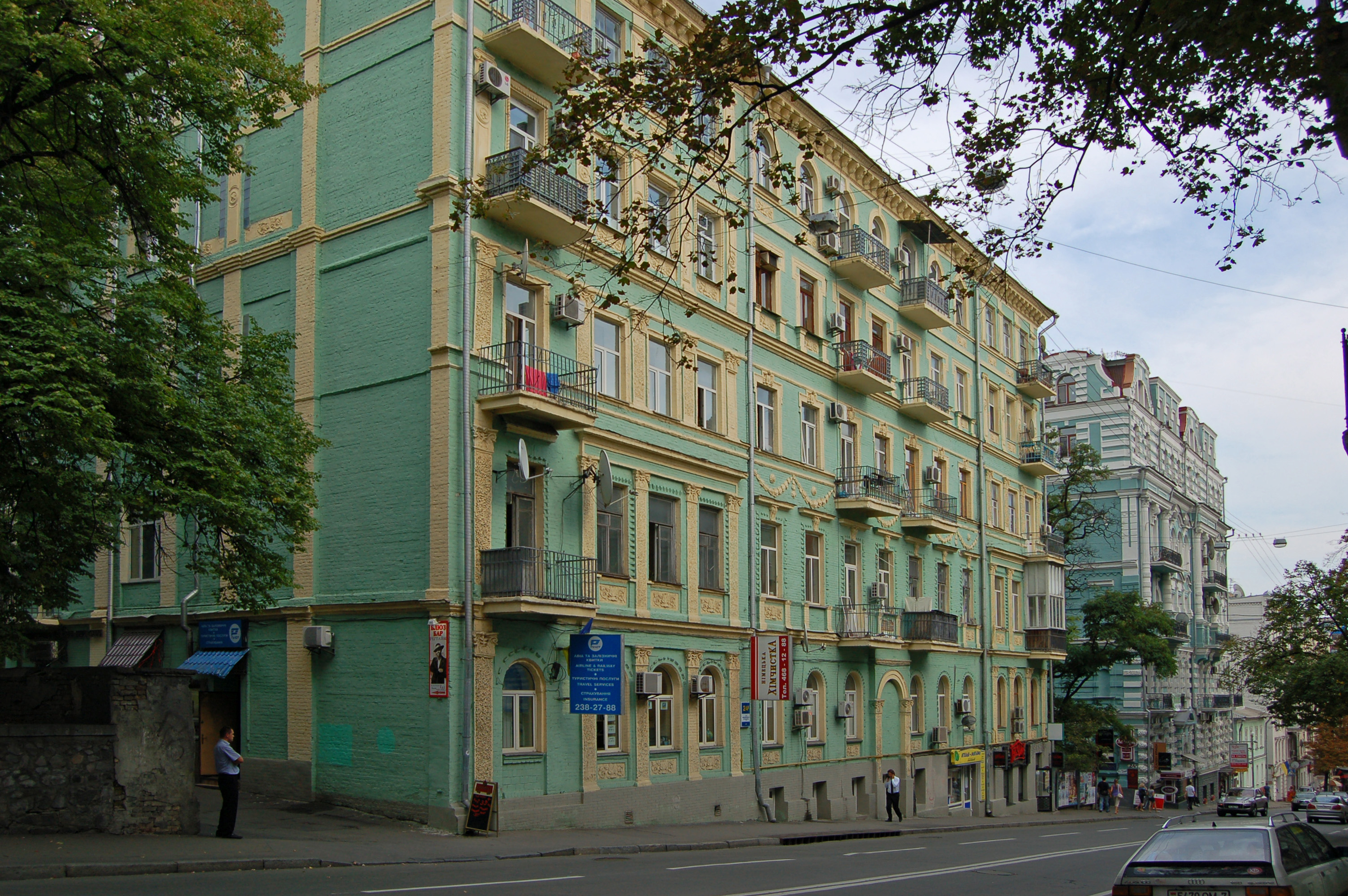
Буд. № 24-А
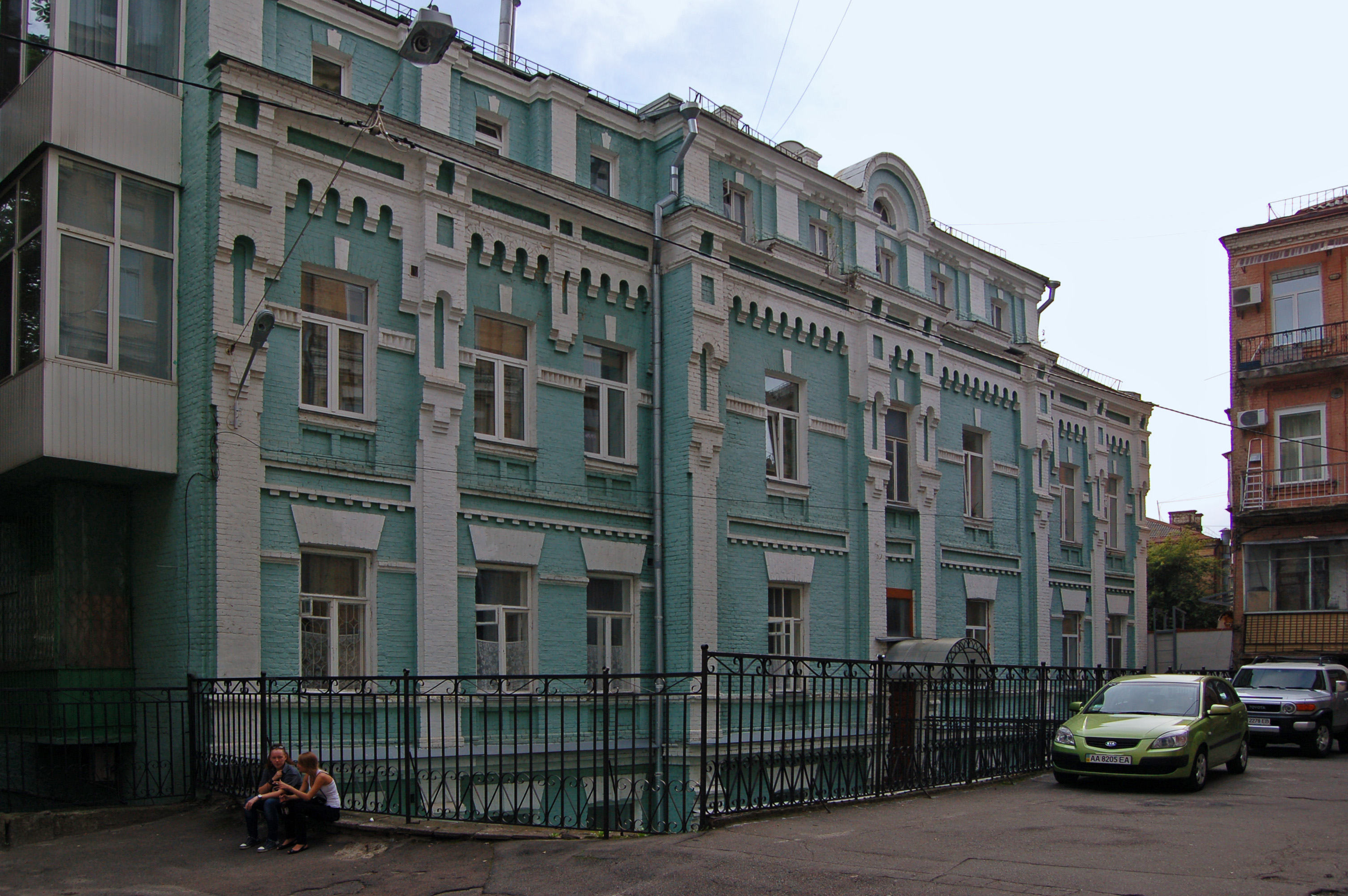
Буд. № 24-Б
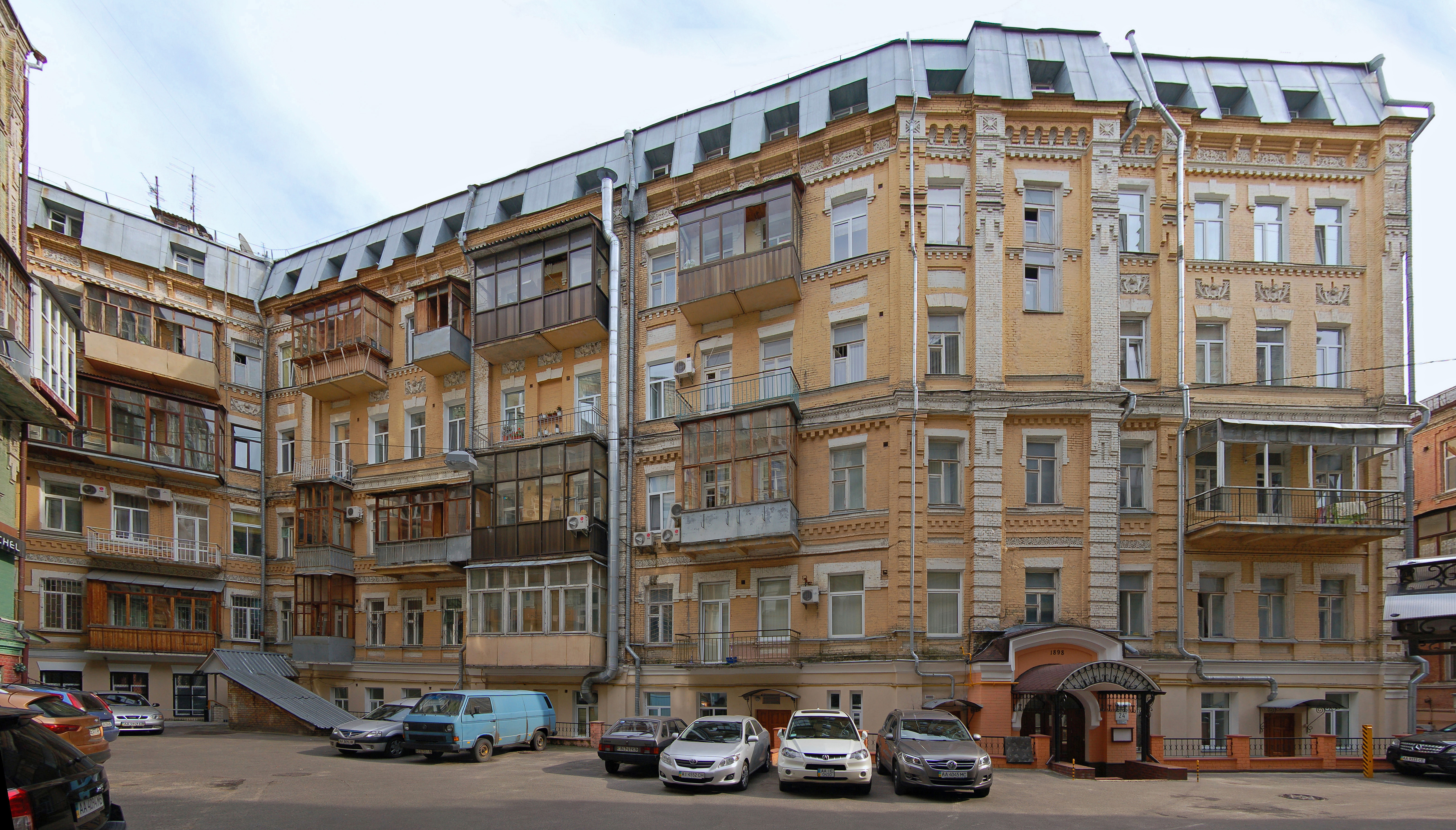
Буд. № 24-В

## Особистості
У будинку № 1 (не зберігся) у 1859 році зупинявся Тарас Шевченко під час свого перебування в Києві. У будинку № 10 розміщувалися редакції перших українських видань, які виходили в січні 1906 року.
На вулиці проживали відомі діячі науки та культури. У будинку № 7 мешкав лікар Сергій Томілін, а в цій же садибі, але по Малій Житомирській вулиці — лікар Василь Виноградов.
У будинку № 9 у 1917—1918 роках проживав художник Михайло Жук, а в № 10 — журналіст Михайло Кисельов, у гостях у якого бували письменник Олександр Купрін, філософ Микола Бердяєв, композитор Микола Лисенко.
У будинку № 12 у 1887—1888 роках жив історик, педагог та громадський діяч Феофан Лебединцев, який видавав журнал «Київська старина», також актриса та педагог Поліна Нятко, а в будинку № 12-А мешкав лікар-педіатр, меценат та колекціонер Давид Сігалов.
У будинку № 18А у 1990—1994 роках жили і працювали художники творчого угрупування Паризька комуна Олександр Соловйов, Олександр Гнилицький, Олег Голосій, Дмитро Кавсан, Олександр Клименко (більш знаний як Олаф Клеменсен), Валерія Трубіна, а також - Леонід Вартиванов, Юрій Соломко.
У будинку № 21 жив лікар Микола Волкович та директор Олександрівської міської лікарні Олексій Лєсков, у якого неодноразово зупинявся його брат Микола Лєсков.
У будинку № 22-А проживав лікар Йосип Дейч, власник відомої в той час водолікарні, у цій же садибі мешкав архітектор Іван Бєляєв. У будинку № 24 у свого брата зупинявся Панас Мирний.
У будинку № 16-А в 1893—1898 роках діяла Музично-драматична школа Станіслава Блуменфельда, в якій викладали оперні співачки Катерина Массіні, Ксенія Прохорова-Мауреллі, композитор Микола Лисенко, музиканти Казимир П'ятигорович, Ян Шебелик, музикознавець Григорій Любомирський, актори А. Долинов та Євген Недєлін (Недзельський), навчалися співак Григорій Внуковський та композитор Олександр Кошиць. На початку XX століття в цьому будинку діяло музично-драматичне училище Марії Лєсневич-Носової, де викладали актор і режисер Микола Соловцов, актори Михайло Багров, Євген Недєлін (Недзельський), Марія Старицька, композитор Олексій Глуховцев.

Графіті у сквері Небесної Сотні

## Установи та заклади
- Готель «Козацький» (буд. № 1/3)
- Музично-театральна обласна бібліотека (буд. № 9)
- Центр мистецтв «Новий український театр» (буд. № 24-Ж)

## Сквер
- Сквер Небесної Сотні